# Srđan Aleksić
Srđan Radow Aleksić (ur. 9 maja 1966 w Trebinju, zm. 27 stycznia 1993 tamże) – serbobośniacki aktor i żołnierz Republiki Serbskiej, bohater narodowy Bośni i Hercegowiny.
21 stycznia 1993 interweniował podczas pastwienia się czterech żołnierzy Republiki Srpskiej nad jego znajomym muzułmaninem, Alenem Glavoviciem. W odpowiedzi Boszniaka puszczono wolno, ale sam Srđan został dotkliwie pobity kolbami, na skutek czego zapadł w śpiączkę i po paru dniach zmarł.
Jeden z napastników zginął podczas wojny, a pozostałych trzech skazano na 28 miesięcy więzienia. 

## Upamiętnienie
Srđan Aleksić i jego czyn został upamiętniony poprzez nadanie jego imienia licznym skwerom i miejscom pamięci w Bośni. W 2007 r., serbska telewizja nagrała i wyemitowała film dokumentalny zatytułowany SRĐO. W 2012 r. Aleksić został pośmiertnie odznaczony przez władze Serbii Medalem Waleczności. Historia jego życia stała się inspiracją dla twórców filmu Kręgi.